# جيمس ماكنير بيكر
جيمس ماكنير بيكر هو قاضي ومحامي وسياسي أمريكي، ولد في 20 يوليو 1821 في مقاطعة روبسون في الولايات المتحدة، وتوفي في 20 يونيو 1892 في جاكسونفيل في الولايات المتحدة. نشط حزبياً في الحزب الديمقراطي.